# La pietra bianca
La pietra bianca (Den vita stenen) è una miniserie televisiva svedese in 13 puntate trasmesse per la prima volta nel 1973. È basata sul romanzo Den vita stenen del 1964 di Gunnel Linde.
È una miniserie d'avventura per ragazzi incentrata sulle vicende di due bambini svedesi di 10 anni, Hampus Kolmodin e Ina Sofia Petterson, che sono amici e che si innamorano tra un'avventura e l'altra. Il titolo della miniserie fa riferimento alla pietra che i due ragazzi si passano più volte di mano come segno di vittoria delle scommesse che si lanciano a vicenda.

## Personaggi e interpreti
- Ina Wendela Sofia (Fia), interpretato da Julia Hede-Wilkens.
- Hampus Kolmodin / Farornas konung Ulf Hasseltorp.

## Produzione
La miniserie fu prodotta da Sveriges Radio  e girata a Bergkvara e Söderåkra in Svezia. Le musiche furono composte da Bengt Hallberg.

## Episodi
| Stagione       | Episodi | Prima TV Svezia | Prima TV Italia |
| -------------- | ------- | --------------- | --------------- |
| Prima stagione | 13      | 1973            | 1974            |

## Distribuzione
La serie fu trasmessa in Svezia nel 1973. In Italia è stata trasmessa nell'autunno del 1974 sulla Rai con il titolo La pietra bianca.
Alcune delle uscite internazionali sono state:
- in Svezia il 6 ottobre 1973 (Den vita stenen)
- nei Paesi Bassi il 6 ottobre 1974
- in Danimarca il 7 ottobre 1974
- in Spagna (La piedra blanca)
- in Italia (La pietra bianca)